# ライトニング・イン・ア・ボトル
ライトニング・イン・ア・ボトル～ラジオシティ・ミュージックホール 奇蹟の夜～（Lightning in a Bottle）は、2004年公開のアメリカ映画。

## 概要
ブルース誕生100年を記念したプロジェクト「イヤー・オブ・ザ・ブルース」の催しの1つとして2003年2月7日にラジオシティ・ミュージックホールで開催されたコンサート「サルート・トゥ・ザ・ブルース（Salute to the Blues）」を撮影したドキュメンタリー映画。コンサートは、6000人の観客の前で50名を超えるミュージシャンが演じた。

## スタッフ
- 総指揮：マーティン・スコセッシ
- 監督：アントワーン・フークア
- 音楽監督：スティーヴ・ジョーダン
- 撮影：リサ・リンズラー
- 提供：Volkswagen of America
- ポートレート：ティモシー・グリーンフィールド・サンダース

## 出演と曲目
| No. | 曲名                                              | 英語曲名                            | アーティスト                                                                 | 備考                                             |
| --- | ------------------------------------------------- | ----------------------------------- | ---------------------------------------------------------------------------- | ------------------------------------------------ |
| 1   | ファースト・タイム・アイ・メット・ザ・ブルース    | First Time I Met The Blues          | バディ・ガイ                                                                 |                                                  |
| 2   | ゼリエ                                            | Senie Zelie                         | アンジェリーク・キジョー                                                     | 西アフリカ トーゴの民謡から                      |
| 3   | シー･ザット･マイ･グレイヴ・イズ・ケプト・クリーン | See That My Grave Is Kept Clean     | メイヴィス・ステイプルズ                                                     | 1928年、ブラインド・レモン・ジェファーソン       |
| 3   | ギャンブリン・マン                                | Gamblin' Man                        | デイヴイッド・"ハニーボーイ"・エドワーズ (英語版)                            |                                                  |
| 4   | むなしい恋                                        | Love In Vain                        | ケブ・モ、ダニー・コーチマー                                                 | 1937年、ロバート・ジョンソン                     |
| 5   | ジム・クロウ・ブルース                            | Jim Crow Blues                      | オデッタ、キム・ウィルソン (英語版)                                          | レッドベリー                                     |
| 6   | セント・ルイス・ブルース                          | St. Louis Blues                     | ナタリー・コール                                                             | 1916年、プリンセズ・バンド                       |
| 7   | サン・ハウスの記録映像                            | サン・ハウスの記録映像              | サン・ハウスの記録映像                                                       | サン・ハウスの記録映像                           |
| 8   | シッティン・オン・トップ・オブ・ザ・ワールド      | Sittin' On Top Of The World         | ジェームス・"ブラッド"・ウルマー&アリソン・クラウス                          | 1930年、ミシシッピ・シークス                     |
| 9   | ママ、あの人ったらひどいのよ                      | Mama He Treats Your Daughter Mean   | ルース・ブラウン                                                             | オリジナルは1953年                               |
| 10  | メン・アー・ジャスト・ライク・ストリートカーズ    | Men Are Just Like Street Cars       | ナタリー・コール、メイヴィス・ステイプルズ、ルース・ブラウン、ビル・コスビー | 1939年、ロゼッタ・ハワード (英語版)              |
| 11  | アイ･キャント・ビー・サティスファイド             | I Can't Be Satisfied                | バディ・ガイ                                                                 | 1948年、マディ・ウォーターズ                     |
| 12  | 奇妙な果実                                        | Strange Fruit                       | インディア・アリー                                                           | 1939年、ビリー・ホリデイ                         |
| 13  | ハウンド・ドッグ                                  | Hound Dog                           | メイシー・グレイ (英語版)                                                    | 1952年、ウィリー・メイ・ビッグ・ママ・ソーントン |
| 14  | ゲイリー・デイヴィス (英語版)の写真               | ゲイリー・デイヴィス (英語版)の写真 | ゲイリー・デイヴィス (英語版)の写真                                          | ゲイリー・デイヴィス (英語版)の写真              |
| 15  | ヒア・ジ・エンジェルス・シンギング                | Hear The Angels Singing             | ラリー・ジョンソン (英語版)                                                  | オリジナルは1986年                               |
| 16  | レッドベリーの写真                                | レッドベリーの写真                  | レッドベリーの写真                                                           | レッドベリーの写真                               |
| 17  | ミッドナイト・スペシャル                          | Midnight Special                    | ジョン・フォガティ                                                           | 1934年、レッドベリー                             |
| 18  | オーキー・ドーキー・ストンプ                      | Okie Dokie Stomp                    | クラレンス・"ゲイトマウス"・ブラウン                                         | オリジナルは1954年                               |
| 19  | カミング・ホーム                                  | Coming Home                         | ボニー・レイット                                                             | 1957年、エルモア・ジェームス                     |
| 20  | アイム・ア・キング・ビー                          | I'm A King Bee                      | エアロスミス（スティーヴン・タイラー＆ジョー・ペリー）                       | 1957年、スリム・ハーポ                           |
| 21  | ハウリン・ウルフの記録映像                        | ハウリン・ウルフの記録映像          | ハウリン・ウルフの記録映像                                                   | ハウリン・ウルフの記録映像                       |
| 22  | キリング・フロア                                  | Killing Floor                       | デヴィット・ヨハンセン (英語版)＆ヒューバート・サムリン                      | 1964年、ハウリン・ウルフ                         |
| 23  | アイ・ピティ・ザ・フール                          | I Pity The Fool                     | シュミーカ・コープランド (英語版)＆ロバート・クレイ                          | 1954年、ボビー・ブランド                         |
| 24  | ビッグ・チーフ                                    | Big Chief                           | ネヴィル・ブラザーズ                                                         | 1964年、プロフェッサー・ロングヘア               |
| 25  | ターン・オン・ユア・ラヴ・ライト                  | Turn On Your Love Light             | ソロモン・バーク                                                             | 1962年、ボビー・ブランド                         |
| 26  | アイ・ピティ・ザ・フール                          | I Pity The Fool                     | シュミーカ・コープランド (英語版)＆ロバート・クレイ                          | 1954年、ボビー・ブランド                         |
| 27  | クー・クラックス・クランの記録映像                | クー・クラックス・クランの記録映像  | クー・クラックス・クランの記録映像                                           | クー・クラックス・クランの記録映像               |
| 28  | ダウン・イン・ザ・ヴァレー                        | Down In The Valley                  | ソロモン・バーク                                                             | 1965年、ソロモン・バーク                         |
| 29  | マディ・ウォーターズの記録映像                    | マディ・ウォーターズの記録映像      | マディ・ウォーターズの記録映像                                               | マディ・ウォーターズの記録映像                   |
| 30  | レッド・ハウス                                    | Red House                           | バディ・ガイ                                                                 | 1967年、ジミ・ヘンドリックス                     |
| 31  | ヴードゥー・チャイルド                            | Voodoo Child                        | アンジェリーク・キジョー、バディ・ガイ＆ヴァーノン・リード                   | 1970年、ジミ・ヘンドリックス                     |
| 32  | （ノー）ブーン・ブーン                            | (No) Boom Boom                      | チャック D＆ファイン・アーツ・ミリティア (英語版)                            | 1962年、ジョン・リー・フッカー                   |
| 33  | スウィート・シックスティーン                      | Sweet Sixteen                       | B.B.キング                                                                   | オリジナルは1960年                               |
| 34  | ペイング・ザ・コスト・トゥ・ビー・ザ・ボス        | Paying The Cost To Be The Boss      | B.B.キング、ボニー・レイット、ロバート・クレイ                               | 1968年、B.B.キング                               |

## その他
ベルリン国際映画祭の2004年特別招待作品。